# Pierre Lanfrey
Pierre Lanfrey, född 28 oktober 1828, död 1877, var en fransk skriftställare och politiker.
Lanfrey bedrev juridiska filosofiska och historiska studier och utgav ett antal arbeen, där han vältaligt och kraftfullt gav uttryck åt sin frihetskärlek och bekämpade katolicismen, cesarismen och socialimen. Lanfrey bemödade sig särskilt åt att genom en sträng kritik nedgöra Napoleonlegenden. Deputerad i nationalförsamlingen 1871, stödde han Adolphe Thiers, vilken utnämnde honom till ambassadör i Bern. Återvänd till Versailles 1873, blev Lanfrey vicepresident för republikanska vänstern samt 1876 senator för livstiden. Förutom sitt huvudverk, Histoire de Napoleon (5 band, 1867-74) har Lanfrey skrivit L'église et les philosophes au XVIII:e siècle (1855), Essai sur la révolution française (1858) och Histoire politique des papes (1860).